# New Parks
New Parks är en stadsdel i Leicester, i distriktet Leicester, i grevskapet Leicestershire i England. Stadsdelen hade 17 128 invånare år 2011. New Parks var en civil parish 1858–1935 när blev den en del av Leicester och Glenfields. Civil parish hade 704 invånare år 1931.